# Indiaans-Amerikaanse fluit

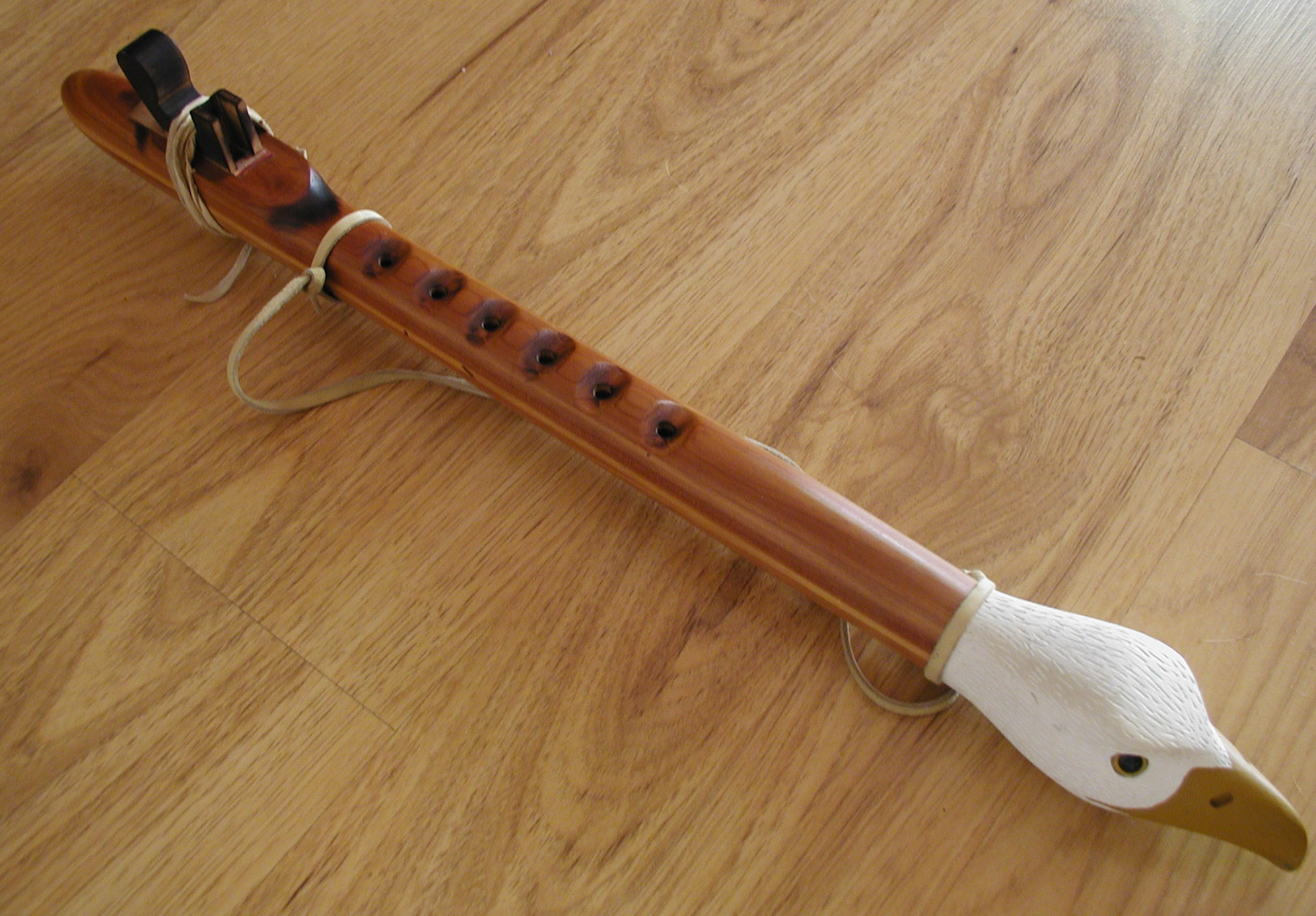
Indiaans Amerikaanse fluit gemaakt door Chief Arthur Two-Crows, 1987

De Indiaans-Amerikaanse fluit (Engels: Native American flute) is een houten blaasinstrument gemaakt uit twee stukken uitgehold hout die op elkaar zijn geplakt. De fluit heeft een typerende geluid, en wordt ook gebruikt in New Age- en wereldmuziek. Het instrument was eerst heel persoonlijk en werd gespeeld zonder gezelschap voor genezing, meditatie, verkering en spirituele rituelen. Tegenwoordig wordt het solo gespeeld, samen met andere instrumenten of zang, of met opgenomen muziek.

## Geschiedenis
Er zijn legenden over hoe de fluit ontdekt werd. De specht, die gaten in holle takken maakt op zoek naar termieten, speelt daarin vaak een rol. De wind zou om deze takken waaien en daarbij een geluid maken. Dit werd door mensen opgemerkt en nagemaakt.
De meest geloofwaardige hypothese, gebaseerd op het Mesoamerikaanse ontwerp, is dat de fluit is ontwikkeld door de vroegere Pueblo.

## Constructie

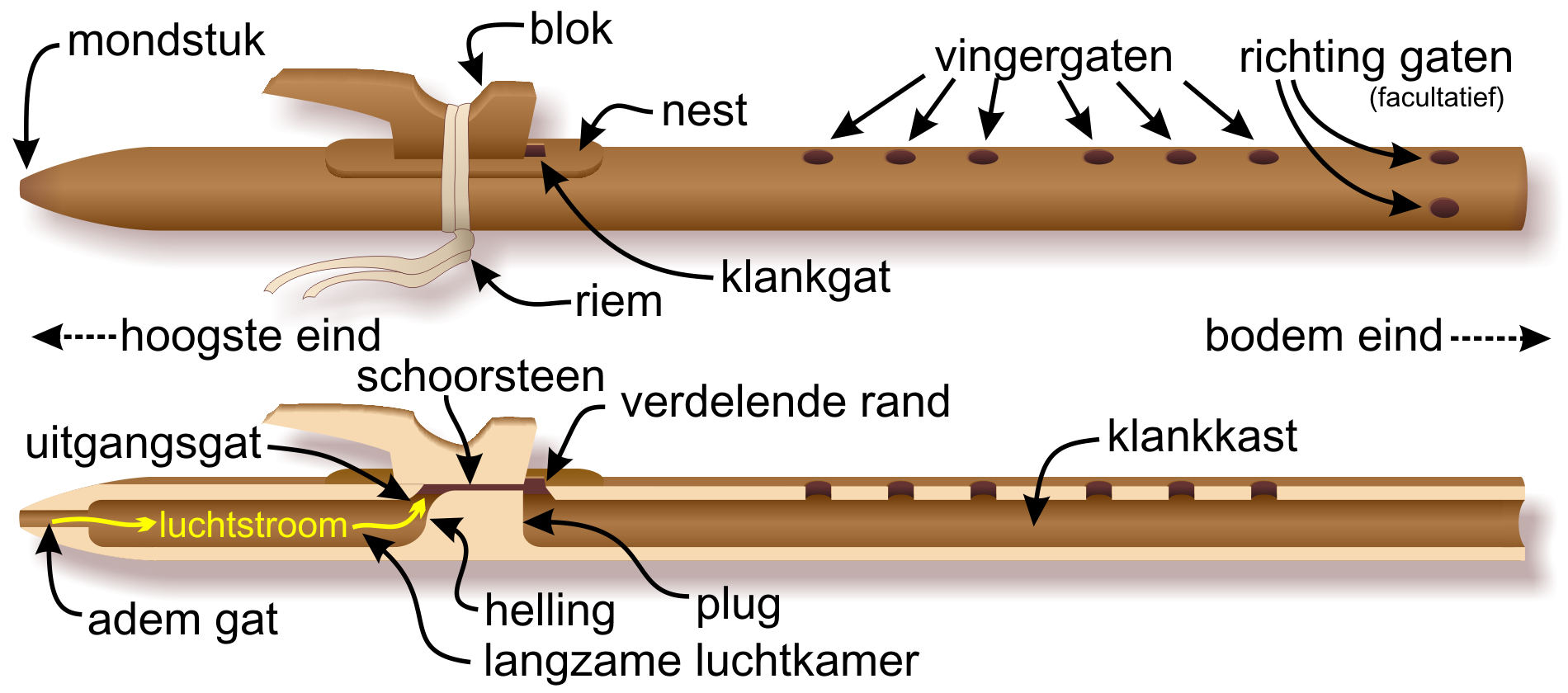
Anatomie van de Indiaans-Amerikaanse fluit

De Indiaans-Amerikaanse fluit heeft twee luchtkamers. Er is een houten middenstuk in de fluit tussen de bovenste (langzame) luchtkamer en de onderste kamer die de fluit en de gaten bevat. De bovenste kamer dient ook als een tweede resonator, die de fluit zijn typerende geluid geeft. Er is een gat in de bodem van de "langzame" luchtkamer en een (meestal) vierkant gat bovenaan de luchtkamer waarmee de fluit wordt bespeeld. Een blok hout gemaakt in de vorm van een dier (of "fetisj") is aan de bovenkant van de fluit geknoopt. Binnenin de speelkamer komen de wanden van de fluit naar beneden gezien steeds dichter bij elkaar. 
De fluit wordt meestal gemaakt door een stuk hout doormidden te zagen en het binnenste uit te hollen. Zodra dit gebeurd is, worden de twee delen weer op elkaar geplakt.

### Materialen

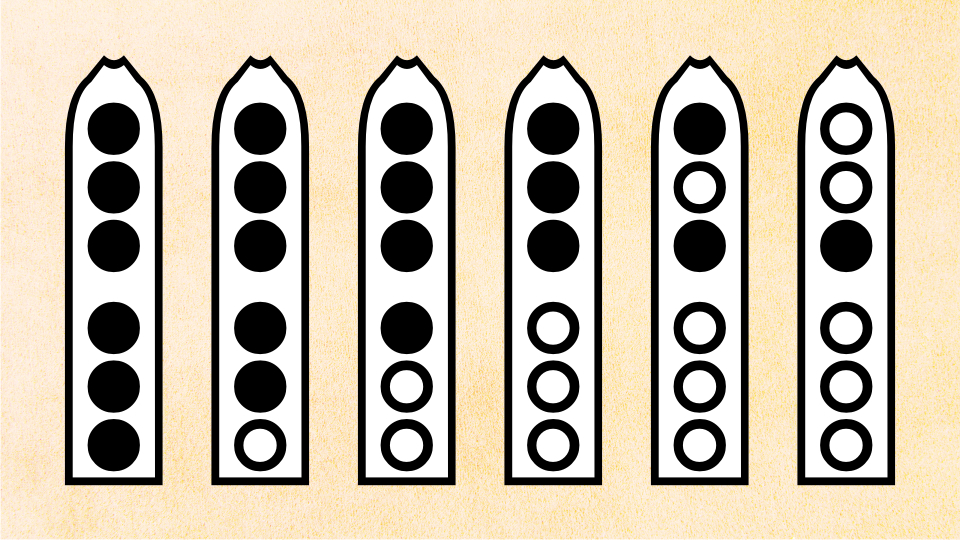
Vingeren voor het primaire schaal (pentatonische minor) op veel hedendaagse Indiaans-Amerikaanse fluiten.

Indiaans-Amerikaanse fluiten kunnen gemaakt zijn van verschillende houtsoorten. Juniperus, kustmammoetboom en ceder zijn erg populair vanwege de geur van het hout. De zachtere houten zijn het meest geliefd vanwege de zachtere tonen die ze maken. Hardere houtsoorten zoals walnoot en kersen worden gewaardeerd om de heldere klank. Hoewel de fluiten traditioneel werden gemaakt van riet, bamboe of een lokale houtsoort worden ze tegenwoordig gemaakt van tropisch hardhout of zelfs plastic.
In de Verenigde Staten mogen alleen fluiten gemaakt door mensen van Indiaanse afkomst Native American flute genoemd worden.